# Alfa Romeo Nissan Automobili

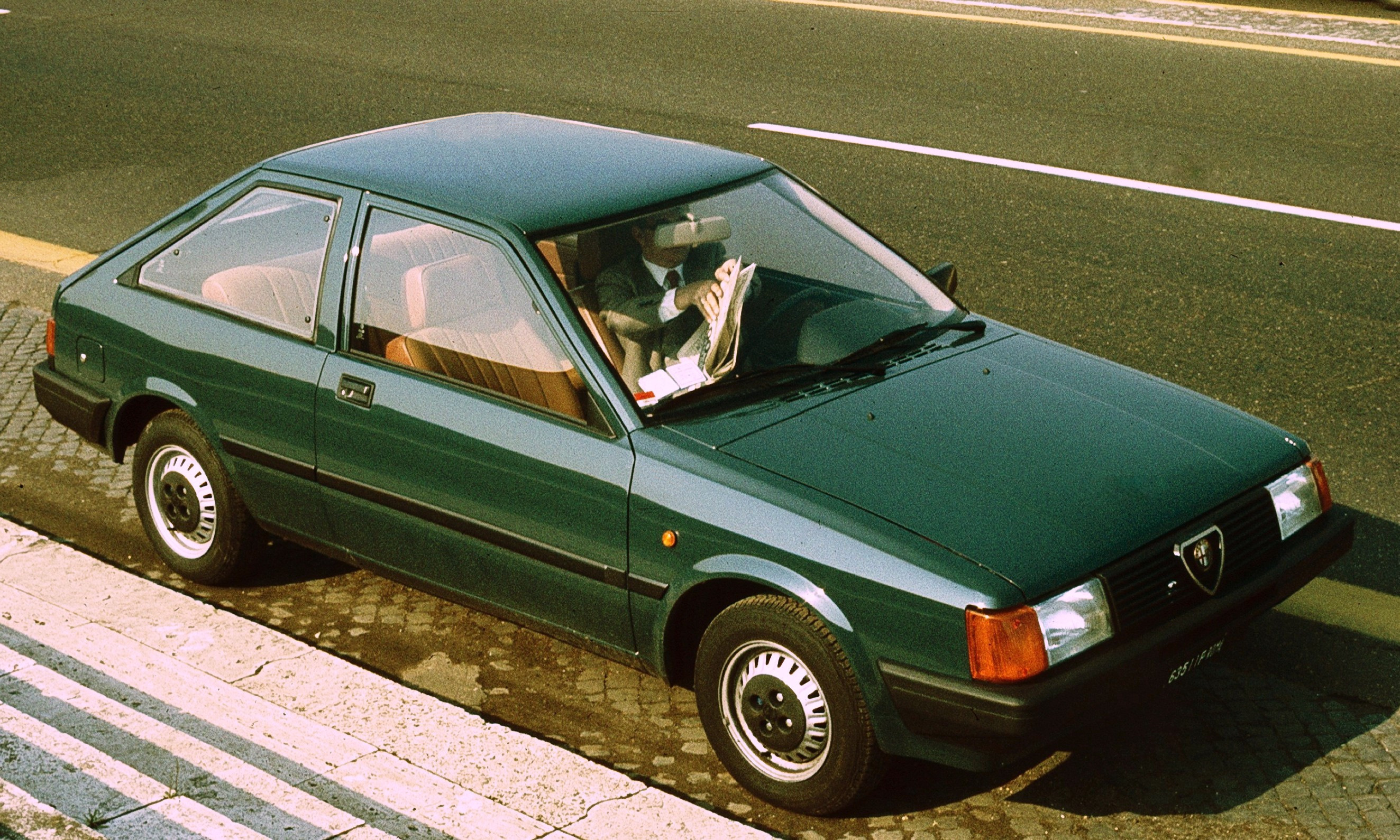
Alfa Romeo Arna

Die Alfa Romeo Nissan Automobili S.p.A. (kurz: ARNA) ist ein ehemaliger Automobilhersteller aus dem italienischen Pratola Serra.

## Geschichte
Gegründet worden war das Unternehmen am 9. Oktober 1980 als ein Joint-Venture zwischen dem italienischen Hersteller Alfa Romeo und dem japanischen Hersteller Nissan.
Die Arbeit in dem neu errichteten Werk wurde 1983 aufgenommen. Hergestellt wurden hier die Modelle Alfa Romeo Arna und Alfa Romeo 33, der mit dem Giardinetta ab 1984 auch als Kombinationskraftwagen zur Wahl stand.
Aufgrund der äußerlich nahezu unveränderten Karosserie stand das Modell in der Kritik. Zudem war zeitgleich mit dem Alfa Romeo 33 ein Konkurrenzmodell aus dem eigenen Hause entwickelt worden.
Die Zusammenarbeit mit Nissan wurde unter Druck des Fiat-Konzerns, der Alfa Romeo im Frühjahr 1986 aufgekauft hatte, im Laufe des Jahres 1987 beendet. Fiat wiederum siedelte 1994 in diesem Werk die Motorenproduktion FMA an.